# Швейцарський паровозний парк
Швейцарський паровозний парк (фр. Swiss Vapeur Parc) — парк мініатюр на узбережжі Женевського озера в селі Ле-Бувре, громада Пор-Вале кантону Вале, Швейцарія.

## Історія
Швейцарський паровозний парк було відкрито 6 червня 1989 року за підтримки Міжнародного фестивалю паровозів. Коли парк відкрили, його загальна площа складала 9000 м², але згодом його розширили і за станом на 2007 р., парк займає площу 17 000 м². У 1989 році парк мав лише 2 локомотиви (один працював на бензині і один на парі). У 2007 р. кількість потягів, що працюють на бензині, становила шість потягів, а число парових потягів збільшилося до 9. Станом на 31 березня 2007 р. парк відвідало 2 126 000 гостей.
Щочервня парк є місцем проведення Міжнародного фестивалю паровозів.

## Галерея

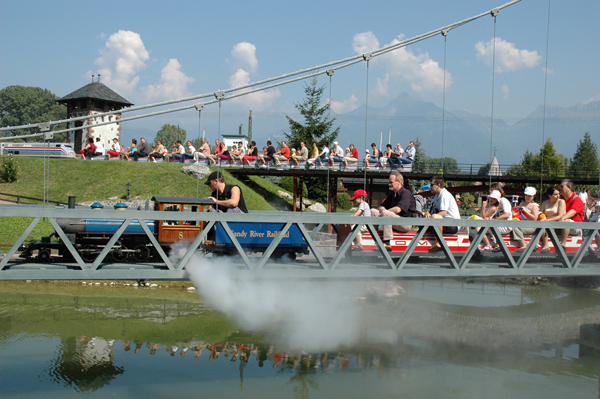
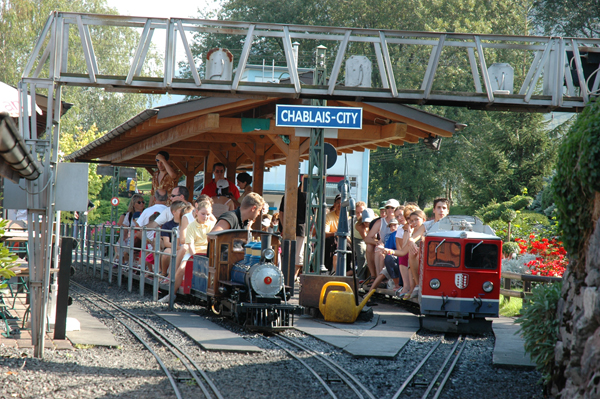
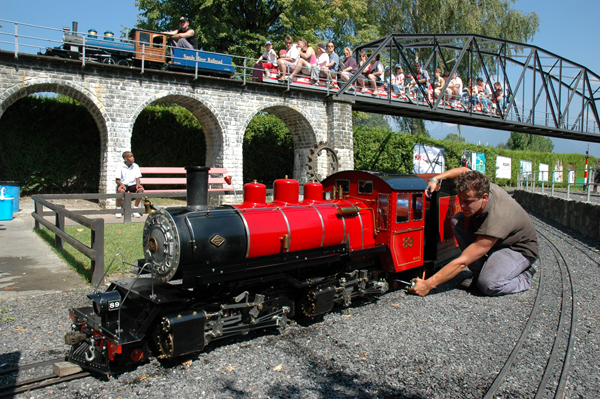
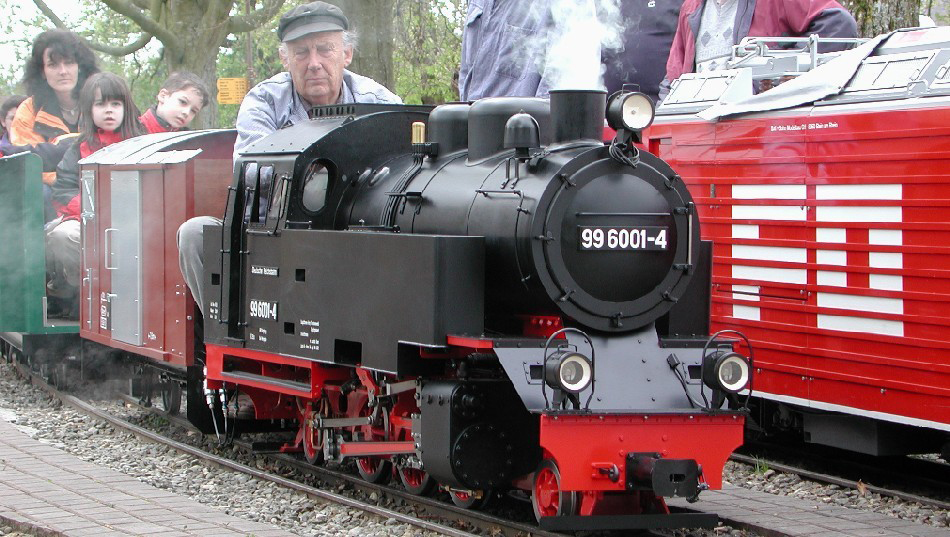
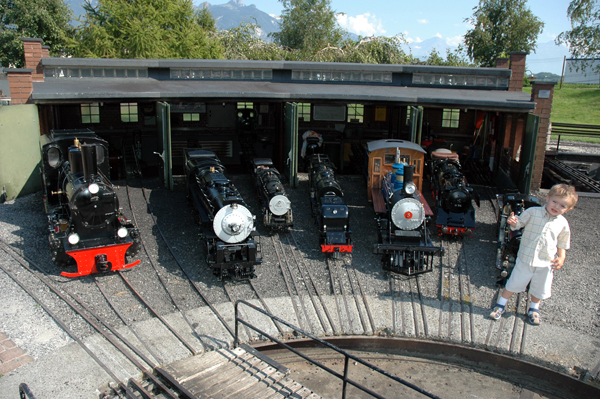